# Brachythecium campestre
Brachythecium campestre là một loài Rêu trong họ Brachytheciaceae. Loài này được (Müll. Hal.) Schimp. mô tả khoa học đầu tiên năm 1853.